# Плита Голова Птаха

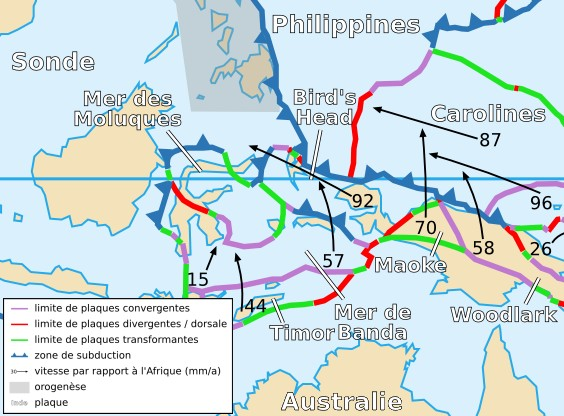
Мапа плити

Плита Голова Птаха — мікроплита, що є підмурівком західного краю острова Нова Гвінея, яка, як зараз вважається, рухається узгоджено до Тихоокеанської плити. Має площу 0,01295 стерадіан. Зазвичай асоціюється з Індо-Австралійською плитою.
Назву отримала від півострова Голова Птаха.
Плита відокремлена від Австралійської плити і маленької плити Маоке дивергентною границею на південному сході. Конвергентна границя на півночі відокремлює плиту Голова Птаха від Каролінської плити, Плити Філіппінського моря і Сундської плити на північному сході. Трансформаційний розлом відокремлює плиту Голова Птаха від Плити Молуккського моря на південному заході. Інша конвергентна границя відокремлює плиту Голова Птаха від Плити моря Банда на південному заході.